# Hugues II de Nordgau
Pour les articles homonymes, voir Hugues II.
Hugues II de Nordgau, dit l'Enroué, (latin: Raucus) décédé avant 986. Il est comte du Nordgau. Fils unique d'Eberhard IV de Nordgau et de Liutgarde veuve d'Adalbert selon Michel Parisse. 

## Biographie
Il succède à son père en 951 dans le comté du Nordgau, après que ce dernier a abdiqué en sa faveur, et s'est retiré dans sa terre d'Altorf, où il souhaite fonder une abbaye; l'abbaye d'Altorf sera fondée par son fils et successeur en 968.
Cette même année, on le voit donner à l'impératrice Adélaïde, la seigneurie de Seltz, sur laquelle Adélaïde fonde le monastère double, dans lequel elle décédera le 16 décembre 999.

## Filiation
Il épouse Luitgarde (ou Hildegarde) de Metz, dont:
- Eberhard V de Nordgau, comte du Nordgau dont les fils: Hugues [III] et Eberhard [VI], seraient morts sans postérité selon Nicolas Viton de Saint-Allais ;
- Hugues IV de Nordgau, comte du Nordgau, d'Eguisheim et de Dabo, qui succédera à ses neveux Hugues III et Eberhard VI, et sera père du pape Léon IX ;
- Matfried et son frère Gerhard + avant 1004 épouse Brigida de Bavière[3].

## Sources
- Histoire généalogiques des maisons souveraines d'Europe, t. 1, pp. 67 et suivantes, Nicolas Viton de Saint-Allais, 1811-1812.
- Hugues (VII) "Raucus" comte du Nordgau sur le site http://fmg.ac:Alsace, chapter 5A, Etichonen (en anglais).